# Podila verticillata
Podila verticillata (Linnem.) Vandepol & Bonito – gatunek grzybów należący do typu Mucoromycota. Grzyb mikroskopijny żyjący w glebie.

## Systematyka
Pozycja w klasyfikacji według Index FungorumMortierella, Mortierellaceae, Mortierellales, Incertae sedis, Mortierellomycetes, Mortierellomycotina, Mucoromycota, Fungi.
Po raz pierwszy opisał go w 1941 r. Germaine Linnemann, nadając mu nazwę Mortierella vericillata. W 2020 r. Vandepol i Gregory Bonito przenieśli go do rodzaju Linnemannia. Synonimy:
- Haplosporangium fasciculatum Nicot 1957
- Mortierella marburgensis Linnem. 1936
- Mortierella marburgensis var. echinulata Chalab. 1968
- Mortierella verticillata Linnem. 1941[2].

## Morfologia
Po siedmiu dniach hodowli w temperaturze 20 °C na PCA tworzy białe, rozetkowate kolonie, na rewersie śmietankowe, osiągające średnicę 9 cm i wysokość do 1 cm. Liczne strzępki powietrzne. Sporangiofory wzniesione, o wysokości 50–150 μm i średnicy 3,5 μm. W pobliżu podstawy sporangiofory rozgałęziają się wertykularnie na kilka (do sześciu) pionowych gałęzi powstających bezpośrednio ze strzępek powietrznych. Zarodnie jednozarodnikowe, kuliste, o średnicy 9–15 µm, drobno zdobione, z szarawą do brązowej ścianką, z pewnymi ziarnistościami. Brak kolumelli i kołnierzyka. Chlamydospor nie zauważono, nie zaobserwowano też zygosporangii.

## Występowanie i siedlisko
Grzyb glebowy. Znane jest występowanie w Ameryce Północnej, Europie i Australii. W Polsce do 2003 r. podano kilka stanowisk na resztkach roślinnych, korzeniach, nasionach i odchodach zwierząt (jako Mortierella verticillata).